# Sauvo
Sauvo (en sueco Sagu) es un municipio de Finlandia situado en la región de Finlandia Propia. En 2018 su población era de 3 003 habitantes. La superficie del término municipal es de 299,47 km², de los cuales 46,87 km² son de agua. El municipio tiene una  densidad de población de 11,89 hab./km².
Limita con los municipios de Kaarina, Kimitoön, Pargas, Paimio y Salo.
El ayuntamiento es unilingüe en finés.